# Quaternates

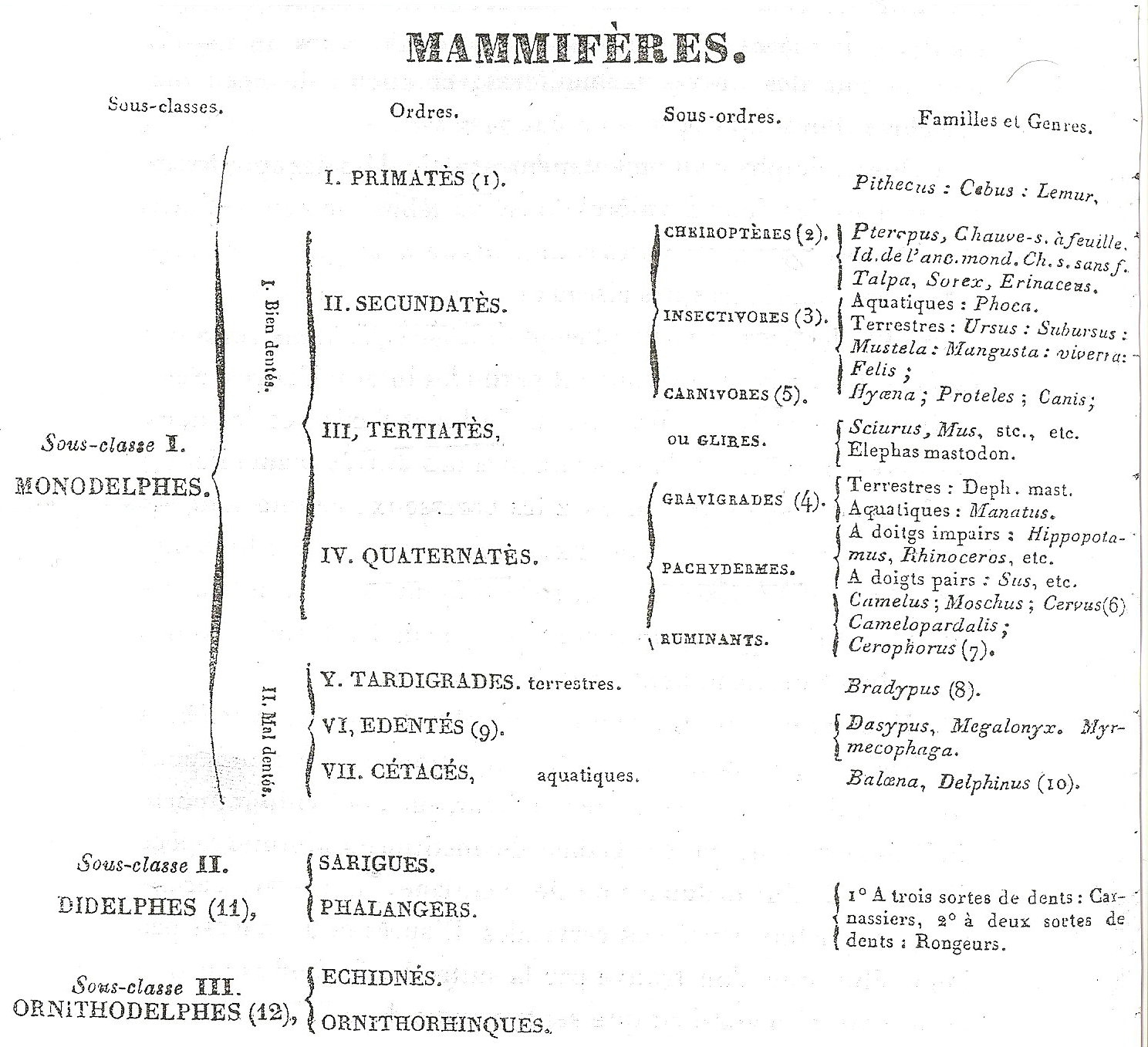
Nouvelle classification des Mammifères (1839)

Quaternates é uma ordem obsoleta de mamíferos criada por Henri Marie Ducrotay de Blainville, em 1839, imitando a nomenclatura de Linnaeus. Incluía as subordens Gravigrada, Pachydermata e Ruminantia.